# Marcin Świerc
Marcin Świerc (ur. 16 sierpnia 1985 w Lisowicach) – polski biegacz długodystansowy, ultramaratończyk. Zawodnik polskiej kadry narodowej w biegach górskich. Były członek zespołu Salomon Suunto Team Polska, a obecnie Buff Team Polska i międzynarodowy Buff Pro Team. Złoty medalista Mistrzostw Polski w biegach górskich na długim dystansie.
Marcin Świerc jest absolwentem Wydziału Wychowania Fizycznego i Fizjoterapii Politechniki Opolskiej. Posiada uprawnienia trenera II klasy sportowej. Karierę biegową rozpoczął w 2002 roku. Rozgłos przyniosło mu wspólne zwycięstwo i jednoczesne pobicie rekordu trasy wraz z Piotrem Hercogiem w Biegu Rzeźnika w 2011 roku oraz ponownie w 2012 roku.
W 2017 roku jako pierwszy Polak został zwycięzcą Maratonu na Wielkim Murze Chińskim, pokonując trasę o długości 42 km 195 m, z liczbą 5164 schodów, w 3:14.34.
Największymi sukcesami Marcina Świerca są dwa miejsca na podium biegów rozgrywanych w ramach festiwalu biegów górskich UTMB. W 2017 roku zajął drugie miejsce w biegu CCC, rozgrywanym na dystansie 99 km, o sumie przewyższeń ponad 5300 metrów. Rok później został zwycięzcą biegu TDS - bieg na dystansie 122 km z sumą przewyższeń ponad 7300 metrów.